# 絨毯

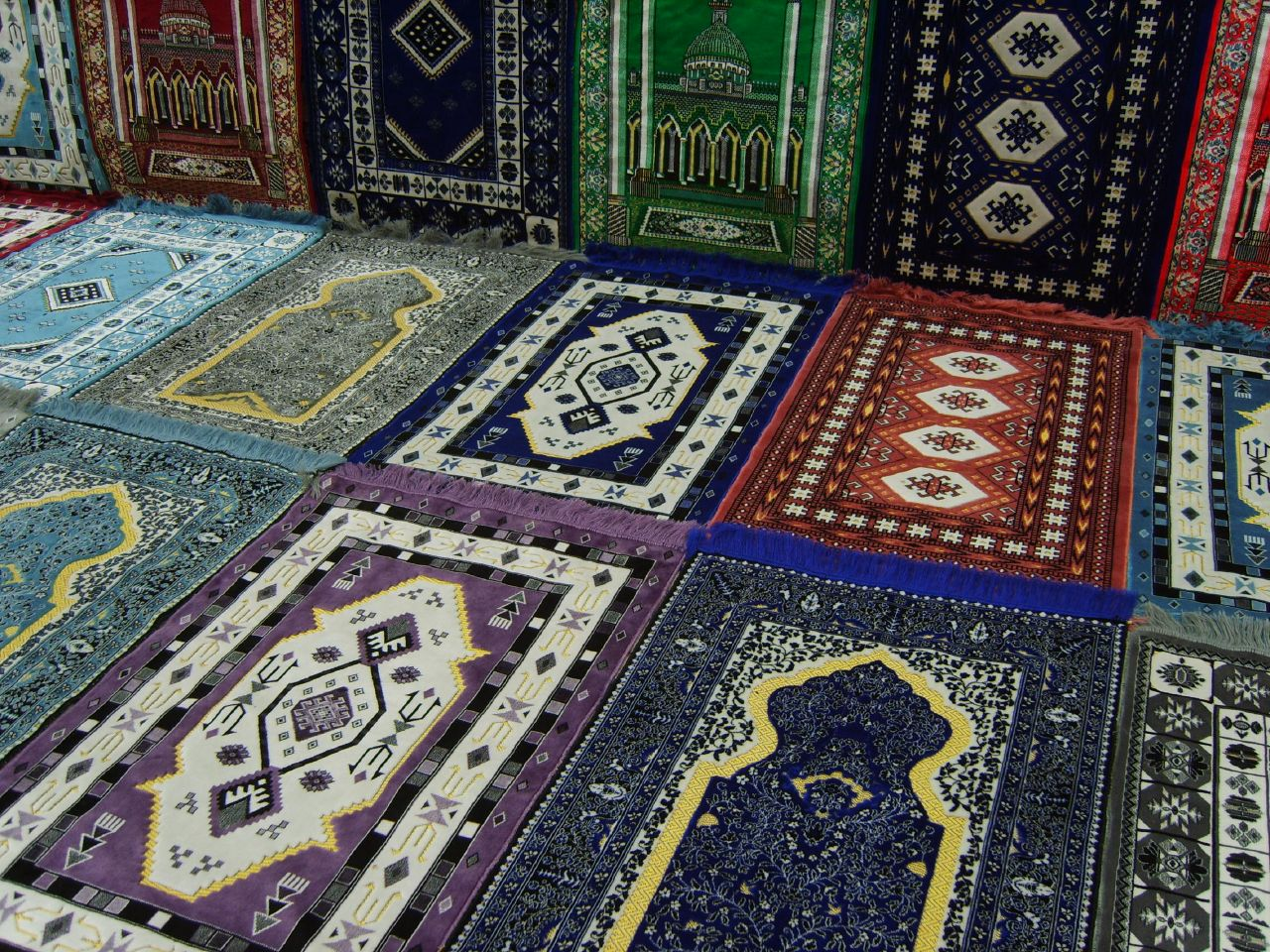
チュニジアの絨毯

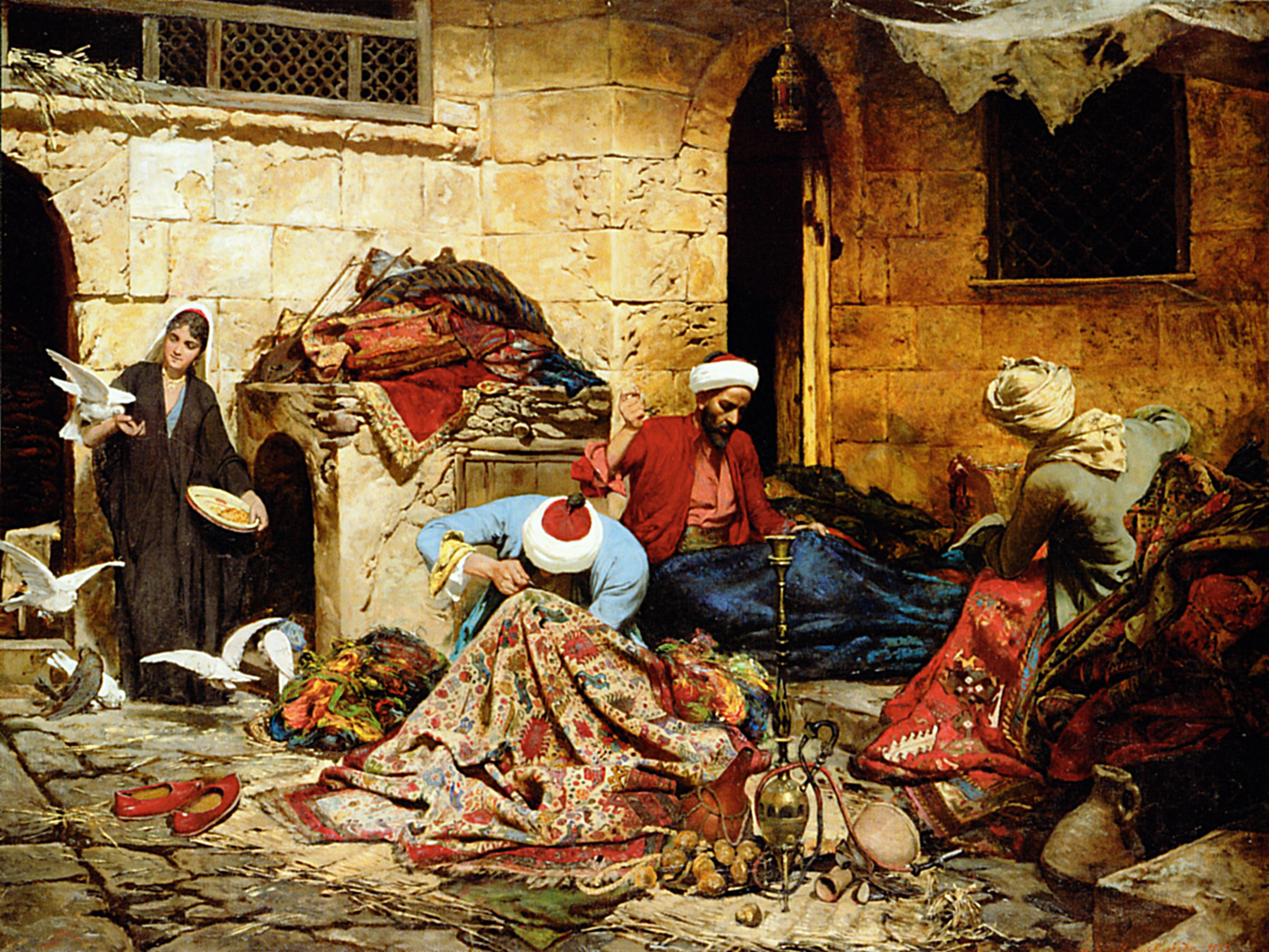
ルドルフ・スヴォボダ作『絨毯の修理職人』

絨毯（じゅうたん、絨緞）とは、一般的には経糸（たていと）と緯糸（よこいと）、パイル（毛羽）の構造を持つ織物の総称。ただ、歴史的には各地域や各言語で多様な呼称、形態で存在しており、特にトルコ、エジプト、イラン、トルクメン、コーカサス、中央アジア、インドなどで生産されるものは「オリエント絨毯」と呼ばれている。カーペットとも呼ばれる。

## 概要
絨毯は床材の中で最も歴史があるとされ、カーペットともいう。
カーペット（Carpet）はラテン語のCarperre（毛をくしけずる）に由来し、広義には軟質敷物一般、狭義にはパイルの構造をもつ軟質敷物をいう。また本来の意味ではないが、樹脂敷物など硬質のものにも用いられている。「カーペット」の名前をもつ敷物として、イグサで編まれたい草カーペット、畳などの部屋を新たにフローリング床に替えるためのウッドカーペット、防音などを目的として用いられるコルク製のコルクカーペットなどもある。
また、ラグとは一枚敷きの敷物をいうが、スウェーデン語のRugg（あらい交錯した毛）に由来する。
カーペットの敷き方には、部屋敷きとして部屋全面に敷く敷き詰め、一枚物として敷く中敷き、小型のものを2枚以上敷くピース敷きがある。

## 種類

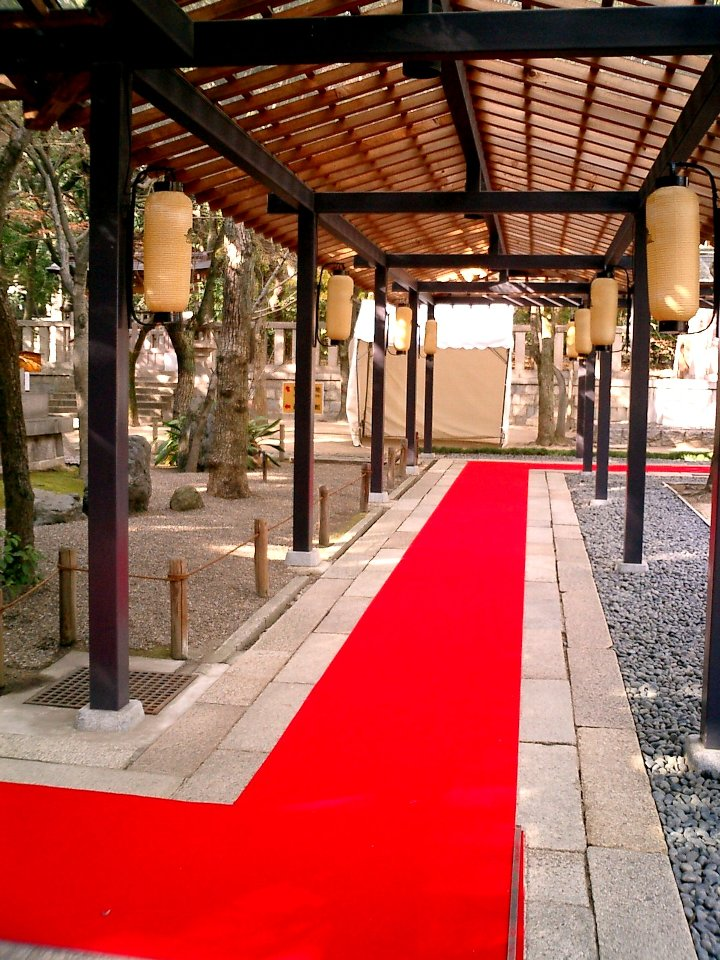
神社の赤絨毯。

じゅうたん（カーペット）や床敷物の分類は、ISO、日本産業規格（JIS）、日本標準商品分類などにより異なる。
軟質敷物一般は次のように分類される。
- フェルトカーペット（Felt Carpet）
  - フェルトカーペットは日本語では毛氈（もうせん）といい、織フェルトと圧縮フェルトがある[4]。
- 織物のカーペット（woven carpet）
  - パイルのないもの（薄織）
    - 平織物 - 糸を緯糸とし、裁断したボロや裁断した古カーペットを経糸にしたもので、下級カーペットやバスマットに用いる[4]。
    - 重ね織物 - モール糸を緯糸とした二重織または芯入り二重織で、ガラ紡糸を緯糸にした三笠織、モール糸を緯糸にした菊水織がある[4]。
    - 綴織物 - 太綿糸または太毛糸の綴織[4]。
    - 綟織物 - 太毛糸の色糸を経糸2本にして綟ったもの[4]。

  - パイルのもの（パイル織）
    - 緞通（だんつう、Hand Knotted Carpet） - 通常「オリエンタルラッグ」と呼ばれているもので、経糸2本をパイル糸で手結びして切り揃え、それに地緯糸を平織に織って作るもので最高級品とされる[4]。名称は中国語の毯子（タンツ）に当て字したものといわれる[6]。
    - ウィルトン織（Wilton Carpet） - 通常「絨毯（絨氈）」と呼ばれているもので、毛切り（Cut pile）とわな（Loop pile）で構成されるもの[4]。このカットパイルとループを表面に出したものを金華山カーペットという[4]。また、強撚糸を用いたものをフリーズカーペット（Freize Carpet）という[4]。緯糸2本でパイル一段を織る二越（ふたこし）でわた織のものをブラッセル（Brussel）という[4]。
    - スプール・アッキスミンスター・カーペット（Spool Axminster Carpet） - 通常「」と略され、特殊な織機で色糸を経密度に地経糸の間に植え付けたもの[4]。
    - セニール・アッキスミンスター・カーペット（再織カーペット、Chenille Carpet）[4]
    - グリッパー・アッキスミンスター・カーペット（Gripper Axminster Carpet）[4]
- パイル編（編物）
  - パイル糸を編み込んだものなど[4]
- 刺繍カーペット
  - フックド・ラグ（Hooked Rug）[5] - 綿布やジュート布を基布として色糸をパンチング・マシンで刺繍して裏地にパイルを出したもの[4]。
  - タフテッド・カーペット（Tufted carpet） - タフテング・マシンでジュート基布に剌繍したもの[4]。基布に針でパイル（毛足）を刺繍し、パイルが抜けないように裏から接着剤で止めたカーペットのこと[7]。アメリカのキャサリン・エバンスがタフテッド技法を開発したことから、タフテッドカーペットが生まれた[7]。パイルを植毛して作られた刺繍カーペットのこと[8]。タフトとは毛房のこと[8]。荒い綿布やヘッシャンクロスを基布にし、これをミシン針でパイルを植えつける[8]。基布の裏目にも「縫目」が出るので、ラテックス（生ゴム）を塗布しコーティングさせる[8]。使用される材質は、レーヨン・ナイロン・アクリル・ウールとその混紡など多種にわたる[8]。大量生産が可能で、住宅用としての需要が多い[8]。
- 縫付けカーペット
  - ブレーデッド・ラグ（Braided Rug） - ブレーデッド・カーペット[5]、ブレイデットカーペット[9]ともいう。太糸を三つ編みにしたものを縫い付けたもの[4]。太い毛糸や毛糸のぼろを裁断し、ろう編みにした紐をミシンで縫い付けた刺繍カーペット[9]。
  - 編紐カーペット（Crocheted and Knitted rug） - 太糸を手編みにして縫い付けたもの[4]。
- 電着カーペット - 綿やレザーの基布にパイルを電着したもの[4]。
- 接着カーペット - 紡毛ラップ等を基布に接着したもの[4]。

### ISO
ISO 2424では次のように分類されている。
- パイルのあるカーペット
  - 織カーペット
  - タフテッド カーペット
  - ニット カーペット（編みカーペット）
  - ボンデッド カーペット
  - フロック カーペット
  - だんつう（緞通）
  - ステッチド オン カーペット
  - ニードル パンチ カーペット
- パイルのないカーペット
  - 織カーペット
  - ニット カーペット（編みカーペット）
  - ボンデッド カーペット
  - ブレーデッド カーペット

### JIS
タフテッドカーペット（tufted carpet）
タフティング機で基布にパイル糸を刺し込んでパイルを形成し、接着剤を用いてパイル糸を固定した床敷物。（JIS用語）
アキスミンスター・カーペット（Axminster carpet）
あらかじめ定めた順序に従って配列した色糸を織り込んでつくられた織じゅうたん。色糸の織り込み方法によってスプールアキスミンスター、シェニールアキスミンスター、グリッパーアキスミンスターなどの名称で呼ばれるものがある。（JIS用語）　
イギリスのアキスミンスターで作られた手織りのものに始まった織り方で、現在は機械織りによって普及している。適当な長さにカットされたパイルをＵ形に挿入した形で織られ、多色の模様織りに特徴がある。
ウィルトン（Wilton）
ワイヤの打込み装置を持つ織機でつくった織じゅうたん。二重パイルの織機でつくったものをいうこともある。（JIS用語）
ニードルパンチカーペット（needlepunched carpet）
基布にウエブを積み重ね、かぎの付いた針で突き刺してフェルト状とし、裏面に樹脂加工を施した床敷物。（JIS用語）
※参考文献：「カーペット辞典」、「新版カーペットハンドブック」（いずれも日本カーペット工業組合発行）

## 絨毯の特徴
絨毯（カーペット）は内装材（装飾材）として用いられ、多様な色彩に染色できることによる美しさ、物理的な暖かさや暖色系の敷物による心理的な暖かさ、足音や床から伝わる不快音が立たないこと、触感の良さ、板敷きなどと比較した場合の歩きやすさ、安全性などが挙げられる。
特にパイル地のカーペットには次のような特徴がある。
- 色彩 - パイルによって色彩の変化を生じ、立体感を強め、豪華荘重な効果を出す[4]。
- 保温 - パイル間に暖かい空気を含むため暖かさを長時間保つ[4]。
- 防汚 - 表面はパイル先端のみ触れ、空気中の汚れも表面に堆積しにくい[4]。
- 耐摩耗・耐久力に優れる[4]。
- パイルの反発性や弾性により踏み心地がよい[4]。
- 吸音に優れ、残響も小さい[4]。
- 衝撃を吸収する（転倒や万が一の割れ物の落下による破損を防ぐ）→日本カーペット工業組合はカーペットの衝撃吸収性について上智大学や首都大学東京などと共同研究した。屋内転倒事故において、カーペットはフローリングに比べて頭部への保護性能が十分期待できることが分かった。調査報告書はこちら。

なお、カットパイルカーペットでは、パイルの不規則な毛倒れによって表面に色の明暗ができる「くも現象（シェーディング）｣が起きることがあるが、カーペットの物性や耐久性に影響はない。

## 絨毯の歴史

### 初期の絨毯
手で結ばれた絨毯は、おそらくモンゴルかトルキスタンで紀元前4000年から2000年の間に作られた。
現存する世界最古のパイル・カーペットは「パジリク・カーペット」と呼ばれ、紀元前5世紀のものとされる。1927年に、セルゲイ・イワノヴィチ・ルデンコ（Sergei Ivanovich Rudenko）によってパジリクの谷の中に氷に保存されたシベリアの埋葬地から発掘された。このカーペットの起源はイランのスキタイかアケメネス朝ペルシアのどちらかであろうと提案されている。
現存するパイル・カーペットのうち最も初期のものは、13世紀の後半に、アナトリア半島のセルジューク・トルコで作られた。実在する18個の作品はコンヤ・カーペットと呼ばれる。これらの大きな絨毯の中央の領域は、幾何学的な反復模様である。これらは大規模に様式化され、境界はKuficまたはKufesqueと呼ばれる状態で飾られている。

### ペルシアの絨毯
ペルシャ絨毯は、世界最大の高級手織り敷物で、7000年の歴史を持つと言われ世界でもよく知られている。ペルシャ絨毯の原産国はイランで、その素材はシルク又はウールあるいはシルクとウールが多い。ペルシャ絨毯はイランの各町で織られ、その町の名前が絨毯の名称として用いられている。有名な産地としてゴム (イラン)（一般的には「クム」と言われている）、イスファハン、タブリズ、マシュハドなどがあり、各産地のペルシャ絨毯はそれぞれの産地によって、模様、素材、色彩に特徴がある。

### ヨーロッパにおける東洋の絨毯
東洋の絨毯は、ヨーロッパでは11世紀の十字軍の後に見られるようになった。18世紀の中期まで、それらのほとんどは壁とテーブルで使用された。王室や教会を除いては、床を覆うことができないほど貴重なものとされた。
東洋の絨毯は13世紀にイタリア、ベルギー、イギリス、フランス、オランダ、ギリシャで見られるようになる。とくにポーランドは古い時代から独自の陸上貿易ルートを東方に開拓しており、これによって胡椒などとともに東洋の絨毯を輸入し、塩や琥珀などを輸出していた。17世紀から18世紀のオランダ、イギリス、フランスは、東インド会社によってヨーロッパにインド、ペルシアの絨毯を導入した。

#### ポロネーズ絨毯
京都の祇園祭で使用される「ポロネーズ絨毯」は、インド（ムガール帝国）やペルシアで製造された絨毯が17世紀に当時のヨーロッパ最大の国ポーランド（ポーランド・リトアニア共和国）へ陸上交易により輸出されたもの。これらの絨毯はルヴフ、クラクフ、ワルシャワ、グダンスクなどで商売をしていたポーランドの貿易業者からポルトガルなど日本と直接交易していた国の貿易業者に卸され、彼らの海上交易により日本へと輸出された。これらの絨毯がポロネーズ（ポーランド式）絨毯と呼ばれるのはそのため。

### スペイン
カーペットの生産は、スペインにイスラム教が侵入するより以前に行われていた。ムーア風の装飾の例は、ヨーロッパ製の絨毯のうちで最も早く見られた重要なものである。10世紀にスペインで絨毯の生産が始まったと書物に示されている。最古の現存するスペインの絨毯（シナゴーグ絨毯）は14世紀にさかのぼるものが唯一である。スペイン系ムーア風絨毯の最も初期のものは、海軍の紋章として知られている。これらのデザインの種類はMay Beattieによって研究されている。15世紀においては、スペインの絨毯はもともとアナトリア半島で開発されたデザインを元にした。絨毯の生産は、15世紀のスペインの征服と、イスラム教信者の追放の後にも続いた。16世紀のルネッサンスにおける絨毯のデザインは、絹織物から派生したもので、輪とザクロが最も一般的なモチーフである。

### フランス
1608年、アンリ4世はピエール・デュポンの指示によりトルコ式の絨毯の生産を開始した。この生産場所は、パリのすぐ西のシャイヨのSavonnerie工場に移動した。 SavonnerieとSimon Lourdetにより製作された絨毯がいわゆるルイ13世絨毯である。しかし、ルイ16世に生産されたものについては誤った名称である。それらは花瓶や籠の中に花とともに飾られる。デザインはオランダ風、フランダース風の織物および絵に基づいている。 最も有名なSavonnerie絨毯はGrande GalerieとGalerie d'Apollonのために作られたものである。
ルイ14世が1678年にヴェルサイユ宮殿に移ったとき、シャルル・ルブランの指示により作られた105の傑作は使用されることは無かった。それらのデザインは、アカンサスの葉、建築様式の縁取り、および神話の場面（Cesare Ripa's Iconologie）をルイ14世の権力のシンボルと結合するものである。18世紀中ごろのデザイナーでPierre-Josse Perrotが最もよく知られている。彼の作品と図面は、優雅なロココ様式の巻物、主要なバラ結び、シェル、アカンサス葉、および花の飾りを示している。 Savonnerie工場は、1826年にパリのゴブランに移動した。Beauvais工場は1780年から1792年までパイル絨毯を作った。Aubussonの工場での生産は1743年に始まった。

### イギリス
パイル絨毯の製造技術は、16世紀前半に宗教迫害から逃れたフランドルのカルビンの信者を伴ってイギリスに来たであろう。これらの織り手の多くは、イギリス南東のノリッジに定住したので、16世紀から17世紀に掛けての現存する14の絨毯はノリッジ絨毯と呼ばれる。これらの工場においては、アナトリアあるいはインド・ペルシアのいずれか、またはエリザベス女王時代のブドウの木と花のデザインを使用している。フランスと同様に、対称な結び目を使用した。18世紀の製造所について、3つの資料が残存している：Exeter（1756-1761年、Claude Passavantによって所有され、3枚が残存）、Moorfields（1752-1806年、Thomas Mooreによって所有され、5枚が残存）およびAxminster（1755-1835年、Thomas Whittyによって所有、多数が残存）。フランスのSavonnerieからの改宗者がExeterとMoorefieldsに配置されたため、Exeterはその工場とPerrotni影響された構造を用いている。新古典主義のデザイナー、ロバート・アダムは、ローマの床および天井に基づき、MoorfieldsとAxminsterの両方をデザインした。彼のデザインのうち有名なもののいくつかは、Syon house、Osterley公園、Saltram House、Newbyホール用に作られた。Axminster絨毯のうち6つは、Lansdowneグループとして知られている。これらは、菱形に囲まれた中央のパネルに花をかたどった円と籠を備えたデザインである。Rococo式の設計は、しばしば茶色の地色をもっており、同年代の彫刻から写された鳥を含んでいる。絨毯は、今後もKidderminsterの町の名産である。産業革命の間においても、この町はイギリスの絨毯産業の中心であった。今でも、55,000の人口のうちの大部分は、この産業で働いている。

### スカンジナビア
伝統的なスカンジナビアの絨毯は手で結ばれた羊毛から作られた"rya"である。最初のryaは、15世紀に毛皮の代わりに漁師によって用いられた。粗く、長い毛足を持ち、重いものであった。敷物としては、より軽くより装飾的になった。19世紀においては、祝祭における優れた壁掛けとなった。現在では、ryaは色、模様、技術において様々な芸術家がいる。

### 日本
日本では高温多湿な気候のため装飾以外の目的でパイル織物が使われることはまれであった。南蛮貿易で輸入された高価で華美なオリエント絨毯から、豊臣秀吉など戦国大名の陣羽織を仕立てたものがいくつか現存している。しかし江戸末期には中国毯子を元にした鍋島緞通、堺緞通、明治初期には赤穂緞通が作られるようになった。堺緞通以外は綿のパイルを持つ絨毯で高温多湿な日本に適した素材の選択となっている。

## 現代の絨毯
もともとカーペットは広幅長尺のロール状の敷物で、典型的なウィルトンカーペットは織物の組織の中にパイル糸を差し込んで締糸で固定したものである。これに対して新たなパイルの形成方法が考案され、タフテッドカーペットは刺繍の原理でパイルを形成している。1960年代にはヤギや馬の獣毛をパイルとして、これを基布にニードルパンチする方法が開発されタイルカーペットの原型になった。タイルカーペットは50cm角などに裁断した正方形のカーペットで、取扱単位、輸送、施工、メンテナンスなどの点でロール長尺カーペットに比べて利点がある。
日本のオフィスで使われるカーペットの組成（重量ベース）は8割が塩化ビニール樹脂、2割がナイロンのものが多い。焼却処分するとダイオキシンが発生する問題があり、塩ビとナイロンに分離させて再資源化する取り組みが進んでいる。

## 絨毯の手入れ
掃除が簡単そうに見えるフローリングも、本当にきれいにしようと思えば手間がかかる。2017年7月11日付けの読売新聞（大阪）によると、ダスキン担当者から聞いた話も交えながら、「フローリングでは、『いきなり掃除機をかけず、ホコリが舞い上がらないように注意しながら、まずモップで一拭きする』のがポイントだ。その後、掃除機を使い、雑巾がけをする。順番を誤ると掃除機の排気などでホコリが飛散し、一度舞い上がれば、最長で8時間空中を浮遊することもある」としている。
掃除や換気を怠ると、ダニが絨毯に大量に繁殖することがある。そのため、気管支喘息に苦しむ人にとっては、絨毯は問題が多い場合がある。というのが従来の常識とされてきたが、最近の研究（日本カーペット工業組合による実証実験）では、絨毯の上はフローリング上と比べ、喘息を引き起こすホコリ（ダニ）の量が少ない（舞い上がる量が少ない。フローリングの10分の1）ため、きっちりと掃除さえすれば絨毯・カーペットは気管支喘息の患者にとって有効な床材であるということも分かってきた。
兵庫県の西宮市環境衛生局が平成2年にまとめた「ダニアレルギー調査報告書」によれば、「ぜんそく発作の誘発は、寝室を含めて床のダニ数との関連は余り認められず、使用している寝具類のダニ数がぜんそく発作に大きく関連していることが傾向として認められる」と結論づけている。
さらに調査統括として、「（ぜんそく患者のいる家庭でカーペット、畳などの床材を）フローリング、コルク等、フラットな材質に改造することは、好みの問題であっても決して疫学的に積極的意義のあることではない」としている。
ダスキン担当者が「ハウスダスト対策には、カーペットとフローリングのどちらも小まめに掃除することが大事」（2017年7月11日付、読売新聞）と話しているように、基本は清潔な環境にしておくことが求められる。
また、三重大学大学院医学系研究科の実証実験により、カーペットにはリラックス効果があることも証明された（カーペットのリラックス効果）。

## 文化

### レッドカーペット
栄誉礼、映画祭などにおいては、赤色の絨毯が敷かれ、そこを歩行することは名誉とされることがある。

### 魔法の絨毯
千夜一夜物語（アラビアンナイト）に、空を飛ぶ魔法の絨毯の物語がある。
詳しくは「魔法の絨毯」の項を参照。